# Colchicum parlatoris
Colchicum parlatoris är en tidlöseväxtart som beskrevs av Theodhoros Georgios Orphanides. Colchicum parlatoris ingår i släktet tidlösor, och familjen tidlöseväxter. Inga underarter finns listade i Catalogue of Life.